# Terminoflustra membranaceotruncata
Terminoflustra membranaceotruncata is een mosdiertjessoort uit de familie van de Flustridae. De wetenschappelijke naam van de soort is voor het eerst geldig gepubliceerd in 1868 door Smitt.